# Domenico Corri
Domenico Corri (Roma, 4 d'octubre de 1746 - Londres, 22 de maig de 1825) fou compositor, empresari, publicitari i professor de cant.
Fou alumne del cèlebre Nicola Porpora, i a l'edat de trenta anys es traslladà a Londres, dedicant-se a l'ensenyança del cant. També va estar associat en el negoci editorial amb el seu gendre Jan Ladislav Dussek, però aviat tingué d'abandonar el negoci.
A més de les òperes Alesandro nell'Indie (1774) i The Traveller (1780), escriví nombroses cançons angleses, franceses i italianes, composicions instrumentals, els mètodes The Singer's Preceptor (Londres, 1798), Art of fingering (Londres, 1799), Complete Musical Grammar i un Musical dictionnary as a Desh (Londres, 1798).